# Artem Morozov
Artem Mykolajovytj Morozov (ukrainska: Артем Миколайович Морозов), född 29 februari 1980, är en ukrainsk roddare.
Morozov tävlade för Ukraina vid olympiska sommarspelen 2012 i London, där han tillsammans med Dmytro Michhaj slutade på 11:e plats i dubbelsculler.
Vid olympiska sommarspelen 2016 i Rio de Janeiro slutade Morozov på 6:e plats i scullerfyra. Övriga i roddarlaget var Dmytro Michhaj, Oleksandr Nadtoka och Ivan Dovhodko.